# یانووو (شهرستان نگجتسا)
یانووو (به لاتین: Janowo) یک روستا در لهستان است که در گمینا یانووو واقع شده‌است. یانووو ۱٬۰۰۰ نفر جمعیت دارد.